# Forêt de Princé
La forêt de Princé est une forêt privée située dans la commune française de Chaumes-en-Retz (ancienne commune de Chéméré) en Loire-Atlantique, dans la région des Pays de la Loire.

## Géographie
La forêt se situe au nord de la commune de Chéméré, entre les bourgs de Chéméré et de Rouans.
585 hectares de la forêt sont protégés en tant que zone naturelle d'intérêt écologique, faunistique et floristique.

## Histoire

### Période néolithique
Un menhir appelé menhir de la Pierre Levée se trouve aujourd'hui dans la forêt de Princé. Daté de 2500 av. J.-C., ce monument mégalithique témoigne d'une occupation humaine de la région à l'époque Néolithique. 
Plusieurs légendes existent à propos de ce menhir. Selon l'une d'elles, il aurait été jeté par Gilles de Rais,, baron de Retz, maréchal de France (1429), condamné à mort à Nantes (1440) pour meurtres en série et magie noire.

### Période de la Révolution française
À partir de mars 1793, Chéméré fait partie des territoires insurgés contre la Convention, territoires que les républicains appellent « la Vendée », bien qu'ils s'étendent aussi au sud de la Loire-Inférieure et au sud du Maine-et-Loire. Après les défaites subies à Nantes (juin 1793), Cholet (octobre), Le Mans (décembre) et Savenay (23 décembre), l'armée catholique et royale n'existe plus. Ses soldats et ses partisans sont traqués et beaucoup cherchent refuge dans les forêts pour échapper aux troupes républicaines. En janvier 1794, est lancée la stratégie des colonnes infernales, destinée à annihiler toute possibilité de reprise de l'insurrection. Chéméré se trouve dans le secteur commandé par le général Haxo.
Le 5 mai 1794, des habitants de la région[pas clair] se réfugient dans la forêt pour échapper aux troupes républicaines. 
2 000 Vendéens partisans de l'insurrection y sont morts[Quand ?]. Une « croix des Vendéens » a été érigée en mémoire de cet événement par l'association du Souvenir vendéen.

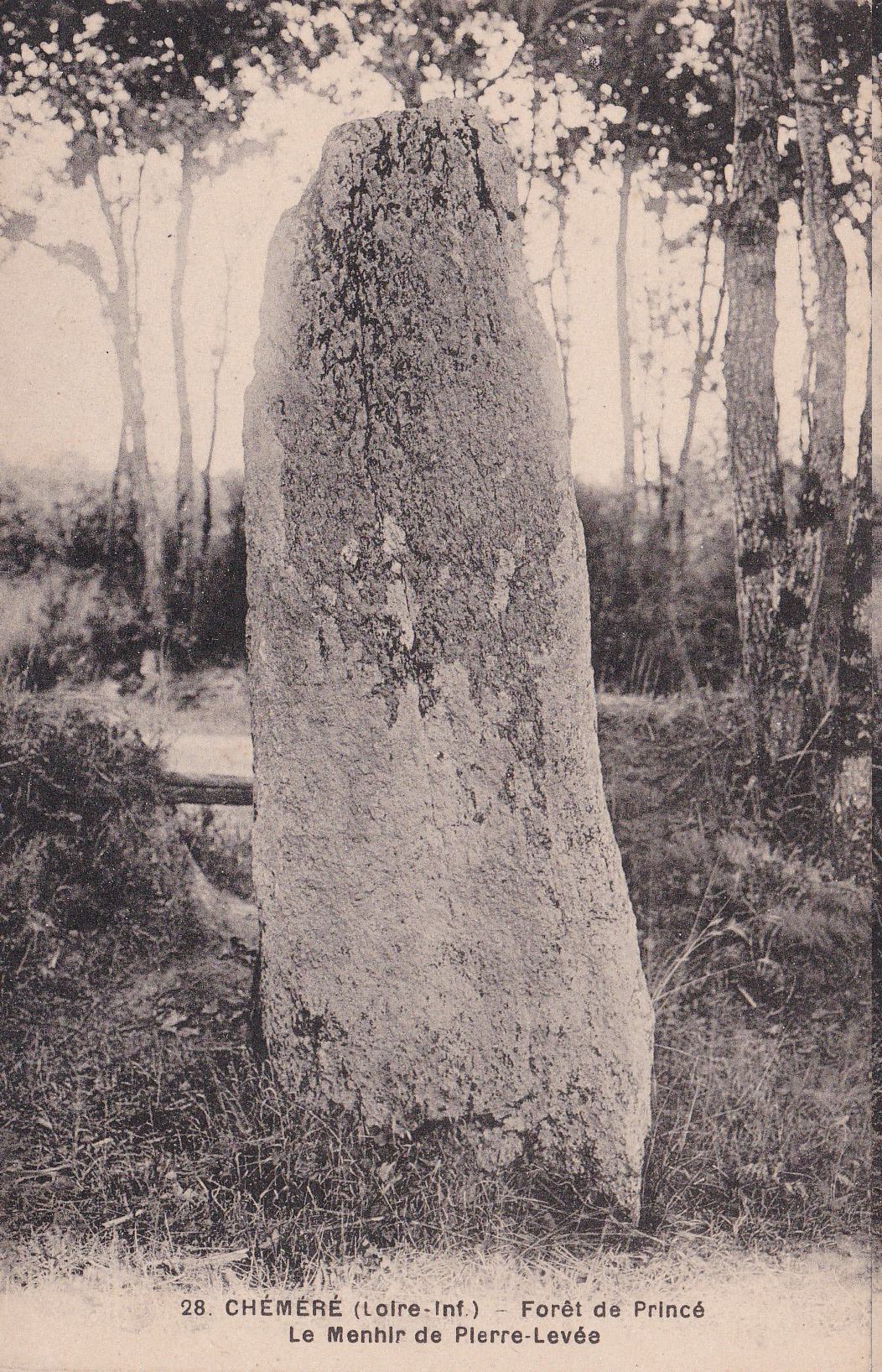
Carte postale ancienne du menhir de Pierre-Levée,dans la forêt de Princé.
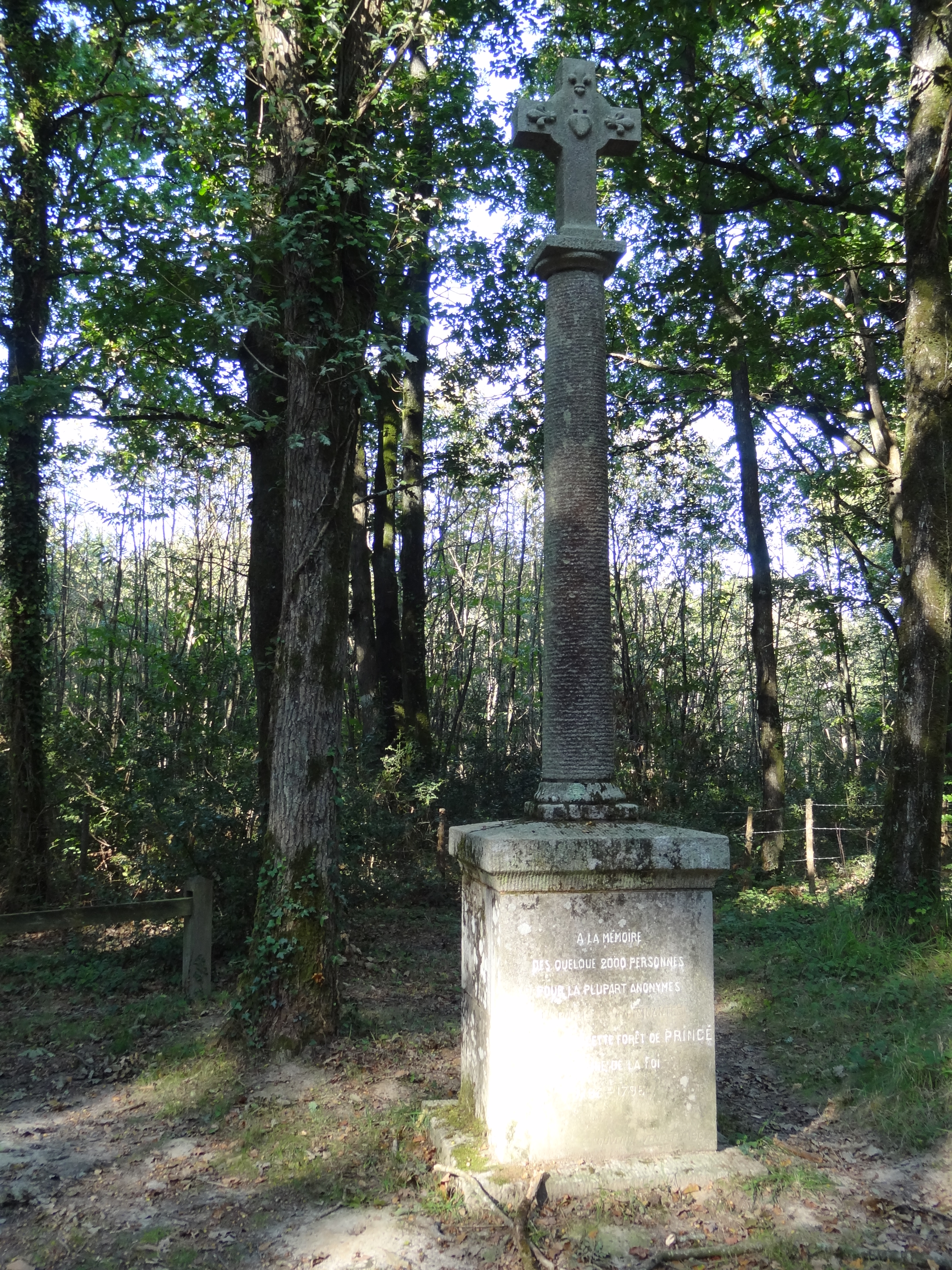
La croix des vendéens (1962), élevée par l'association du souvenir vendéen, en mémoire des Vendéens partisans de Charette morts après y avoir trouvé refuge.